# Sporofyt
Sporofytten er den sporeproducerende generation af en plante – heraf navnet. Sporerne produceres ved en proces der hedder meiose. Disse sporer udvikler sig til en gametofyt. Både sporerne og gametofytten er haploide, dvs. de har kun et sæt kromosomer. Den modne (eller voksne) gametofyt producerer hanlige og/eller hunlige gameter ved en anden proces der hedder mitose. Sammensmeltningen af hanlige og hunlige gameter resulterer i en zygote som udvikler sig til en ny sporofyt.
Alle landplanter og visse alger har en livscyklus, der skifter mellem en haploid gametofyt generation med et sæt kromosomer og en diploid sporofyt generation med 2 sæt kromosomer. En flercellet sporofyt-generation eller fase forekommer hos alle landplanter og visse grønalger. 
For Karplanter, dvs. landplanter undtagen mosser, udgør sporofytten praktisk taget hele plantens livscyklus undtagen små forplantningsstrukturer som pollen, sporehuse og frøanlæg. Hos karplanter er sporofytten således det vi normalt kender som en "plante" og dette gælder både karsporeplanter der formerer sig med sporer så som Bregner – og – Frøplanter som f.eks. Liljer, Roser og Gran-træer.

## Mosser
Hos Mosser, Levermosser og Hornblade er gametofytten den almindeligt kendte fase af planten, dvs. selve den grønne mospude. Her sidder sporehusene i spinkle strukturer, ofte kaldet kapsler, som rejser sig på en tynd stilk over mospuden. Denne sporofytiske vækst udgår fra selve gametofytten efter at de hanlige og hunlige gameter er sammensmeltet, dvs. befrugtningen har fundet sted. Sporofytten er i begyndelsen grøn af klorofyl, men bliver senere brun og dermed afhængig af gameten (mospuden) for nærings-forsyning.

## Alger
Også hos de fleste alger er gametofytten den almindeligt kendte fase af planten, men hos nogle alger er gametofytten og sporofytten morfologisk ens (isomorfe), dvs. de er vanskelige at kende fra hinanden.

## Karplanter
Hos nutidige Karplanter er sporofytten den almindeligt kendte fase af planten. 
Hos tidlige forhistoriske karplanter fandtes ikke denne komplekse heterospore cyklus, men den udviklede sig i løbet af Devon uafhængigt i flere forskellige plantegrupper. Herefter udviklede Frøplanterne endospori hvor enkeltstående hunlige sporer forbliver i sporangiet hos forældre-sporofytten, i stedet for at blive frigjort som hos karsporeplanter, mosser og alger. Disse hunlige endosporer indeholder den lille flercellede hunlige gametofyt, men for at opnå befrugtning fra et andet individ er det stadig nødvendigt at de hanlige sporer kan rejse frit – dette sker i form af pollen.
Frøplanter kan altså også siges at formere sig ved sporer, men det er alene de hanlige sporer der frigøres, og gametofytten optræder ikke som en selvstændig organisme men udvikler sig inden i sporofytten. Efter at de hanlige sporer (pollen) har befrugtet den hunlige megaspore (føranlæg) dannes et diploidt frø.